# Quyang, Haizhou
Quyang (kinesiska: 朐阳, 朐阳街道) är en socken i Kina. Den ligger i provinsen Jiangsu, i den östra delen av landet, omkring 280 kilometer norr om provinshuvudstaden Nanjing. Antalet invånare är 31981. Befolkningen består av 15 762 kvinnor och 16 219 män. Barn under 15 år utgör 15,0 %, vuxna 15-64 år 77 %, och äldre över 65 år 7,0 %.
Genomsnittlig årsnederbörd är 1 098 millimeter. Den regnigaste månaden är juli, med i genomsnitt 341 mm nederbörd, och den torraste är januari, med 10 mm nederbörd.